# Peter Shaffer
Sir Peter Levin Shaffer (Liverpool, 1926. május 15. – Curraheen, Írország, Cork megye, 2016. június 6.) brit drámaíró, forgatókönyvíró és dramaturg.
Ikertestvére, Anthony Schaffer (1926–2001) szintén drámaíró és forgatókönyvíró volt.

## Élete

### Fiatalkora
Zsidó származású családba született Reka Fredman és Jack Shaffer (ingatlanügynök) ikergyermekeként. 1936-ban családjával Londonba költözött, ahol a Szent Pál iskolába járt. Már kiskorában érdeklődést mutatott a zene iránt. 1944-től 1947-ig szénbányákban dolgozott, mint sok más Bevin-fiú (Ernest Bevin, az időszak munkáspárti politikusa és munkaminisztere neve után). 1950-ben a cambridge-i Trinity College-ban diplomázott történelemből, majd több munkahelye is volt. Mielőtt a színházi életbe került volna, 1951 és 1954 között New York közkönyvtárában könyvtárosként dolgozott.

### Drámaírói karrierje
1954-ben visszatért Londonba, s elkezdett a rádió és a televízió számára írni.
Jelentős sikereket ért el 1958-ban Gyakorlat öt ujjra című drámájával, amelyet Londonban John Gielgud rendezett, majd a következő évben az Amerikai Egyesült Államokban is bemutatták. A műből 1962-ben filmet is forgattak.
A Nap birodalmának hanyatlása című 1964-es darabja sikerét visszaigazolta az amerikai és az angol közönség. Ebben a szerző az inkák birodalmának Francisco Pizarro általi megsemmisítésének témáját dolgozza fel. Irving Lerner rendező 1969-ben készített filmet belőle.
1965-ben írta a merész Tévedések vígjátéka c. fekete komédiát, amelyben egy nincstelen szobrász meghív vacsorázni padláslakásába egy gazdag milliomost, jövendő apósát. Egy hirtelen és váratlan áramszünet azonban felborítja az estét. A színházi akciót sötétben játsszák, de a közönség egyértelműen látja a színpadon lévő szereplőket.
Equus című, 1973-as pszichoanalitikus drámájával (amely egy tizenhét éves fiatalember történetét meséli el, aki hat lovat vakított meg, és pszichoanalitikusát, aki megpróbálja diagnosztizálni). 1975-ben elnyerte a Tony-díjat, és az amerikai kritikusoktól megkapta a Rave-értékelést. 1977-ben Sidney Lumet azonos címmel forgatott filmet belőle.
1979-ben megírta az Amadeust, Wolfgang Amadeus Mozart és Antonio Salieri Puskin által sugalmazott afférját, amivel ismét elnyerte a Tony-díjat, és 1981 után jelentős sikereket ért el vele mind az Egyesült Királyságban, mind az Egyesült Államokban. Filmadaptációja, a Miloš Forman által rendezett azonos című filmje 1985-ben Oscar-díjat nyert a legjobb adaptációért.
1994-ben vendégprofesszor lett a Kortárs Színházi Egyetemen, Oxfordban, és 2001-ben II. Erzsébet brit királynő lovaggá ütötte.

### Magánélete
Shaffer nyíltan homoszexuális volt, és hosszú kapcsolatot tartott fenn az 1990-ben AIDS-ben meghalt énektanárral, Robert Leonarddal.

## Válogatott művei
- The Salt Land (Television, 1955)
- Balance of Terror (Television, 1957)
- The Prodigal Father (Radio, 1957)
- Five Finger Exercise (1958)
- The Private Ear (1962)
- The Public Eye (1962)
- The Establishment (1963)
- The Merry Roosters' Panto  (1963)
- The Royal Hunt of the Sun (1964)
- Black Comedy (1965)
- The White Liars (1967)
- The Battle of Shrivings (1970)
- Equus (1973)
- Amadeus (1979)
- Black Mischief (1983)
- Yonadab (1985)
- Lettice and Lovage (1987)
- Whom Do I Have the Honour of Addressing? (1990)
- The Gift of the Gorgon (1992)

### Detektív történetek Peter Antony néven
Shaffer három detektívregényt írt testvérével Anthony Shafferrel közösen, melyek Peter Antony álnéven jelentek meg.
- The Woman in the Wardrobe (1951)
- How Doth the Little Crocodile? (1952)
- Withered Murder  (1955)

## Magyarul
- Equus/Amadeus (Két dráma); ford. Göncz Árpád és Vajda Miklós; Európa, Bp., 1982 (Modern könyvtár)

## Kitüntetései
- A Brit Birodalom Rendje parancsnoki fokozata – szalag a hétköznapi öltözéken
- „A drámaművészet szolgálatáért” – 1987
- Knight Bachelor – szalag a hétköznapi öltözéken – 2001

## Fordítás
- Ez a szócikk részben vagy egészben  a   Peter Shaffer című olasz Wikipédia-szócikk ezen változatának fordításán alapul.  Az eredeti cikk szerkesztőit annak laptörténete sorolja fel. Ez a jelzés csupán a megfogalmazás eredetét és a szerzői jogokat jelzi, nem szolgál a cikkben szereplő információk forrásmegjelöléseként.